# Edward Sabine
El general Sir Edward Sabine KCB FRS (Dublín, 14 d'octubre de 1788 - East Sheen, Surrey, 26 de juny de 1883) fou un astrònom, geofísic, ornitòleg i explorador irlandès. Va ser el 29è president de la Royal Society (1861-1871).
Dues branques del treball de Sabine, en particular, mereixen un reconeixement molt alt: la determinació de la longitud del pèndol de segons (un pèndol simple, el període del qual sobre la superfície de la Terra és de dos segons, és a dir, un segon en cada direcció), i els amplis estudis relacionats amb el camp magnètic terrestre. Va encapçalar els esforços per establir un sistema d'observatoris magnètics en diverses parts del territori britànic per tot el món i una gran part de la seva vida es va dedicar en aquest sentit i la discussió de les seves observacions.
Tot i que la major part de les seves investigacions tenen a veure amb un o altre dels temes esmentats, també es va ocupar de la recerca en altres temes molt diversos, com ara els ocells de Groenlàndia (la Gavineta cuaforcada, Xema sabini, duu el seu nom), les temperatures de l'oceà, el corrent del Golf, el mesurament baromètric de l'alçada, la determinació dels arcs del meridià, el transport de roques de les glaceres, els volcans de les illes Hawaii i diversos qüestions relacionades amb la meteorologia.

## Biografia

### Primers anys
Sabine era el cinquè fill de Joseph Sabine, membre d'una prominent família angloirlandesa, i el novè fill de Sarah Hunt, la seva mare, que va morir quan ell tenia tot just un mes. Era un dels germans petits de Joseph Sabine (1770-1837), que serà un conegut advocat i naturalista. Edward va ser educat a Marlow i a la Reial Acadèmia Militar de Woolwich. El 1803 va obtenir un lloc com a 2n tinent a la Royal Artillery, arribant al grau de capità deu anys després. Va aconseguir el grau de general el 1870.
Sabine va estar destinat a Gibraltar durant la Guerra del Francès, però la seva primera experiència en combat fou en la Guerra de 1812 contra els Estats Units. El maig de 1813 el vaixell anglès Manchester va ser atacat per un corsari americà mentre es dirigia al Canadà. En la següent batalla, Sabine, que era l'astrònom del Manchester, va fer servir una arma de foc amb bons resultats.
Al Canadà, Sabine va manar les bateries al setge de Fort Erie. Després d'un curt període de servei militar al Quebec va tornar a Anglaterra i va dedicar la resta de la seva vida a investigacions més pacífiques, relacionades amb l'astronomia, el magnetisme terrestre i la geografia física.

### Les expedicions científiques

#### L'expedició de Ross
Sabine va ser escollit membre de la Royal Society el 1818, i gràcies a les recomanacions de la societat va ser convidat a participar aquell mateix any en la primera expedició a l'Àrtida organitzada per l'Almirallat britànic i liderada pel capità John Ross. Nomenat astrònom de l'expedició, Sabine tenia la missió d'ajudar a Ross «realitzant les observacions que tendeixin a la millora de la geografia i la navegació i l'avanç de la ciència en general».
Tot i que la finalitat principal del viatge era trobar el Pas del Nord-oest, diversos objectes de curiositat científica es consideraven dignes d'investigació, com ara la ubicació del pol nord magnètic i el comportament dels pèndols en latituds altes.
Ross, al comandament del HMS Isabelle i el HMS Alexander, va penetrar a la badia de Baffin i va procedir al reconeixement complet de les seves costes. A l'agost va arribar a l'estret de Lancaster i va continuar cap al nord, delimitant la badia de Melville, en la part més septentrional, fins a aquell moment desconeguda per l'Almirallat. Va arribar fins a l'estret de Smith (la boca de l'estret de Nares), però no van seguir més enllà en confondre Ross un miratge o una cadena d'icebergs amb unes muntanyes a l'extrem de l'estret que el bloquejaven, arribant fins i tot a batejar-les com a «Crocker Hills». Ross va decidir, a una latitud de 76° 46′ N tornar a Anglaterra malgrat les protestes de diversos dels seus oficials, entre ells Sabine i William Edward Parry, segon al comandament de Ross.
Aquesta retirada precipitada va dur a un enfrontament entre Ross i Sabine per la manca de temps per dur a terme les observacions magnètiques o al voltant de qui era el que en treia més profit d'aquestes.
Els resultats de les investigacions magnètiques de Sabine van ser publicats a Philosophical Transactions de la Royal Society. Tot i que considerava el seu treball com una confirmació i ampliació dels descobriments dels primers col·leccionistes magnètics, va subratllar la necessitat de multiplicar i repetir les observacions. Sabine era un científic diligent i acurat que generalment evitava la discussió teòrica en els seus escrits, en la creença que la veritable comprensió del magnetisme terrestre només arribaria després de realitzar exhaustives observacions a una escala global.
El relat d'aquest viatge, publicat un any més tard, va treure a la llum aquestes discrepàncies i va donar peu a una controvèrsia sobre l'existència o no de les «Crocker Hills", que va arruïnar la reputació de Ross.

#### L'expedició de Parry

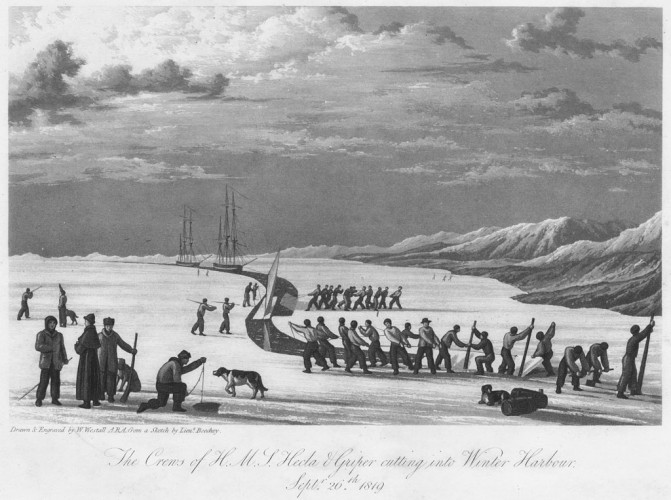
The Crews of H.M.S. Hecla & Griper Cutting Into Winter Harbour, Sept. 26th, 1819 (Les tripulacions del H.M.S. Hecla & Griper a Winter Harbour, 26 de setembre de 1819. Apunt de Frederick William Beechey).

El 1819 Sabine va tornar a l'Àrtida com a membre d'una nova expedició, aquesta vegada al dirigida pel tinent-comandant William Edward Parry, de nou a la recerca del Pas del Nord-oest. L'Almirallat va instruir novament als participants per recollir dades científiques, prestant especial atenció en les mesures magnètiques, sobretot les possibles interaccions entre les agulles magnètiques, l'electricitat atmosfèrica i l'aurora boreal. També havien de tractar d'establir la ubicació del pol nord magnètic de la Terra, que llavors es creia devia estar en algun lloc al llarg de la costa occidental de la badia de Baffin.
Parry va partir amb el HMS Hecla i el HMS Griper, al comandament del tinent Liddon, amb l'ordre expressa de l'Almirallat d'explorar l'estret de Lancaster per determinar si estava o no tancat per muntanyes. Van partir d'Anglaterra el 4 de maig de 1819 i el 4 d'agost van arribar a l'estret de Lancaster, que lliure de gel els va permetre avançar fins als 74° 16′ N. En aquest moment van tenir un problema de navegació no conegut fins llavors, motivat per la proximitat del pol nord magnètic que feia inútil l'ús de la brúixola. Van haver d'orientar-se mitjançant navegació celeste, i, en els dies en què el cel no estava clar, només auxiliats per la direcció dels canviants vents. Van seguir internant-se en aigües de l'estret de Lancaster, deixant al nord l'illa de Devon i al sud l'illa de Baffin, fins a arribar a l'estret del Príncep Regent, al qual van donar nom. En aquest estret el gel els va obligar a fer mitja volta, tornant a l'estret de Lancaster i prosseguint de nou el seu viatge cap a l'oest, tenint la costa meridional de l'illa de Devon sempre al nord, i endinsant-se a l'estret de Barrow. Van seguir navegant vorejant les costes meridionals de l'illa de Cornwallis i l'Melville, fins a assolir el meridià 110° W, en què la tripulació va guanyar la prima de 5.000 lliures que atorgava l'Almirallat a qui la sobrepassés, després d'haver recorregut en un sol mes 800 km per terres desconegudes. Van seguir cap a l'oest, lliure de gel i amb blocs de gel relativament prims, fins que a veure, al sud, les costes meridionals de l'illa de Banks. Els blocs de gel del mar de Beaufort acumulats a l'estret entre les illes de Banks i Melville van fer impossible l'avanç. Van recórrer un total d'uns 1.100 km avançant sempre a l'oest, en el que és el principal tram del que serà conegut com a Pas del Nord-oest.
Hivernaren a Port-Winter, a l'illa de Melville, en la primera hivernada realitzada amb èxit en l'alta Àrtida, i Parry va mantenir a les dues tripulacions molt ocupades, per no quedar abatuts amb la llarga nit hivernal, amb el manteniment dels vaixells, desenvolupant tècniques de supervivència, fent observacions meteorològiques i magnètiques o amb activitats d'oci.
Al maig següent va començar a fondre's el gel reapareixent la vegetació. Aquell juny Parry i onze dels seus homes, entre els quals hi havia Sabine, van recórrer a peu illa Melville i van arribar fins a la seva costa septentrional. L'1 d'agost els vaixells es van alliberar i van reprendre la ruta cap a l'oest, no aconseguint arribar més enllà dels 113° 48′ 22″ O, davant l'extrem meridional d'illa Melville. Van descobrir l'illa de Banks al sud, però no aconseguiren travessar l'impenetrable gel. Parry va decidir tornar convençut que el pas no es trobava per aquella ruta.
L'expedició arribà a Peterhead, Escòcia, el 30 d'octubre de 1820, després d'un viatge d'un èxit gairebé sense precedents en què es va completar més de la meitat del trajecte entre Groenlàndia i l'estret de Bering. Durant l'expedició Sabine va observar que s'havien produït canvis en la intensitat magnètica des de la seva anterior visita. Va atribuir aquests canvis bé a les fluctuacions en la intensitat magnètica de la Terra o bé al canvi de posició dels pols magnètics terrestres. Per la seva tasca a l'Àrtida va rebre la medalla Copley de la Royal Society el 1821.

### La forma de la Terra
Sabine va girar la seva atenció a la ciència de la geodèsia, a la qual ja havia dedicat la seva atenció durant el primer dels seus viatges a l'Àrtida i, en particular, a la determinació de la longitud mitjançant el pèndol de segons.
En mesurar la longitud del pèndol de segons en diferents latituds esperava que es pogués calcular l'«aplanament" de la Terra, és a dir, el grau en què la figura de la Terra s'allunyava de l'esfericitat perfecta. S'havien fet alguns intents de calcular-ho durant el segle xviii, però fins a l'època de Sabine no es disposà dels instruments de precisió necessaris per fer aquestes mesures tant precises.
Entre 1821 i 1823 Sabine va viatjar per mig món amb els seus pèndols i va dur a terme innombrables mesuraments a les costes intertropicales d'Àfrica i Amèrica. També va tornar a l'Àrtida, viatjant per la costa oriental de Groenlàndia amb el capità Douglas Clavering a bord del HMS Griper, el vell vaixell de Parry. Les observacions es van realitzar a l'illa Little Pendulum Island, a la latitud 74° 30′ N, i entre les neus de Spitsbergen. Posteriorment, el 1869 l'expedició Alemanya al Pol Nord reanomenà una petita illa que Sabine havia batejat com a «Inner Pendulum Island» en el seu honor.
Els resultats de les investigacions van ser publicats el 1825. Representaven l'avaluació més precisa de la figura de la terra que mai s'havien realitzat. No content amb això, Sabine va dirigir més experiments de pèndol durant la dècada de 1820, determinant la longitud relativa del pèndol de segons a París, Londres, Greenwich i Altona.

### El problema de la longitud
Sabine també va estar involucrat en el famós «problema de la longitud", que va ser una de les grans controvèrsies de l'època, ja que determinar la longitud mentre es navegava seguia sent la principal preocupació en aquell moment. Sabine esperava dissenyar un mètode senzill per aconseguir-ho mitjançant el mesurament de les variacions de minuts al camp magnètic terrestre. Al segle xviii Sir Edmund Halley i William Whiston (el successor de Newton com a professor a la càtedra Lucasiana de Cambridge) van teoritzar sobre la possibilitat de calcular latitud i longitud des de qualsevol posició de la superfície terrestre mesurant la inclinació magnètica de l'agulla d'una brúixola.
Però els cronòmetres extraordinàriament precisos de John Harrison van estar disponibles des de la dècada de 1820, cosa que feia irrellevant la qüestió de conjunt. Quan Sabine es va interessar per aquest problema ja havia estat resolt, i el 1828 el govern britànic va abolir la Board of Longitude. Com es va saber després, els canvis seculars del camp magnètic haguessin significat que els mètodes de Halley i de Whiston no haurien estat possibles.
Però Sabine va fer una contribució notable al problema de la longitud. El 1825, junt a l'astrònom Sir John Herschel van col·laborar amb una comissió del govern francès per determinar la diferència exacta de la longitud entre els observatoris de París i Greenwich. Emprant coets de senyals es va trobar una diferència de 9' 21,6 ", una mesura amb un error de menys d'un segon d'arc.

### Permís d'excedència i servei a Irlanda
El 1827 Arthur Wellesley, 1r duc de Wellington va concedir a Sabine una excedència general de l'exèrcit amb el convenciment «que era d'utilitat per a activitats científiques». Tanmateix, la seva excedència no va durar molt de temps, ja que l'agitació política a Irlanda va fer necessària una major presència militar al país, i el 1830 va ser cridat al servei militar. Va romandre a la seva terra natal durant els següents set anys, però no va permetre que les noves funcions militars l'interrompessin les tasques científiques. Va continuar les investigacions amb el pèndol i el 1834 va començar un estudi sistemàtic magnètic d'Irlanda, que es va ampliar a Escòcia el 1836 i a Anglaterra l'any següent.

### Assessor científic de l'Almirallat
Amb la supressió de la Board of Longitude el 1828 es va acordar que el Consell de la Royal Society nomenés tres assessors científics de l'Almirallat. Sabine, Michael Faraday (1791-1867) i Thomas Young (1773-1829) van ser els escollits. El nomenament de Sabine va ser atacat violentament per Charles Babbage (1791-1871), el pare de l'ordinador, en un pamflet titulat Reflections on the Decline of Science in England, and on Some of its Causes [Reflexions sobre la decadència de la ciència a Anglaterra, i algunes de les seves causes]. Sabine es negà a entrar en discussions.

### La croada magnètica

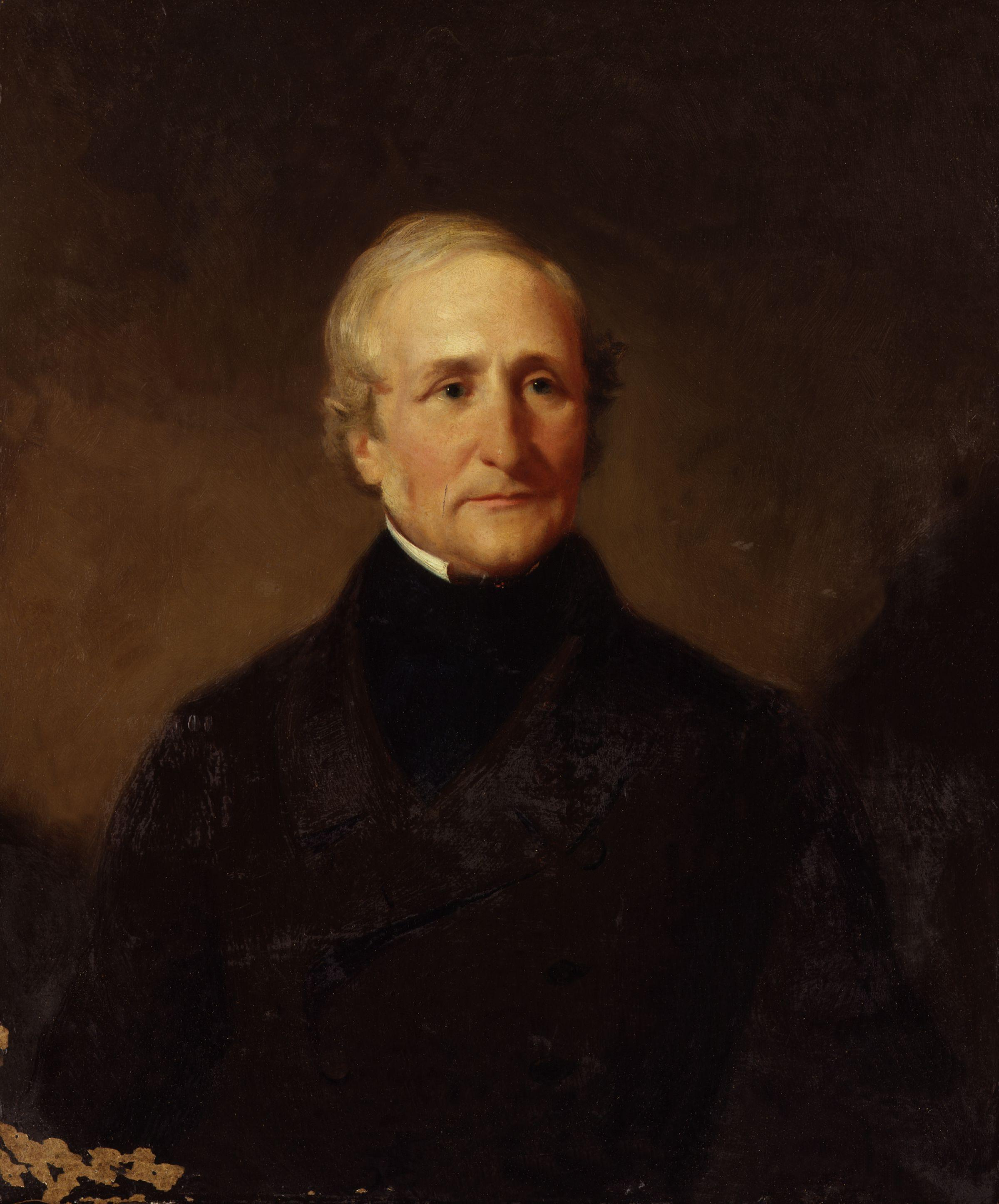
Edward Sabine

Durant aquestes dècades la Marina Reial i la Royal Society dedicaren gran part dels seus esforços als problemes de la variació magnètica, de manera que el magnetisme va arribar a ser vist com una ciència britànica. Hi va haver gran interès a esbrinar el que molts anomenaven "el gran misteri físic restant des del treball de Newton sobre la gravitació". A principis del segle xix es coneixia àmpliament que el camp magnètic de la Terra estava en continu moviment i que això interferia en les lectures de la brúixola. Era un misteri que alguns científics creien que podria estar associat amb els patrons climàtics.
Per resoldre aquest misteri d'una vegada per totes, uns quants físics van recomanar que es dugués a terme un estudi magnètic de tot el planeta. Sabine va ser un dels instigadors d'aquesta «croada magnètica» i va demanar al Govern establir observatoris magnètics per tot l'Imperi. També va reclutar a molts deixebles per a la causa, en especial James Clark Ross, Alexander von Humboldt i George Airy.
Per treballar en els detalls es va crear un comitè, del qual Sabine era un membre destacat. Es van seleccionar en ambdós hemisferis els llocs adequats pels observatoris i es van fer les previsions per l'enviament d'una expedició a l'oceà Antàrtic per fer un estudi magnètic de l'Antàrtida. En la primavera de 1839 el Govern va aprovar el pla. Es van establir observatoris a Toronto, Santa Helena, Ciutat del Cap i Tasmània i en estacions que serien determinades per la Companyia Britànica de les Índies Orientals, mentre es convidava a participar en l'estudi altres països. Sabine fou designat per supervisar tota l'operació.
La majoria dels observatoris tenien una mida limitada i foren desmantellats tan prompte l'estudi inicial es va completar, però el que creà Sabine a Toronto el 1840 encara existeix. Originalment construït en un modest edifici de la recentment creada Universitat de Toronto, va ser batejat com Observatori Meteorològic i Magnètic de Toronto. Va ser la primera institució científica del país.
En aquells dies, no hi havia manera de prendre lectures contínues i tot s'havia de fer a mà. El personal va prendre milers de minucioses observacions, de vegades tan sovint com cada cinc minuts. Aquestes observacions foren curosament examinades per Sabine de tornada a Gran Bretanya.
El 1852 Sabine va reconèixer, de l'estudi dels registres de Toronto, que les variacions magnètiques es poden dividir en un cicle diürn regular i una part irregular. La irregularitat estava relacionada molt estretament amb les fluctuacions en el nombre de taques solars, la naturalesa cíclica de les quals havia estat descoberta el 1844 per l'astrònom alemany Heinrich Schwabe. Sabine va ser el primer a reconèixer que les pertorbacions solars afectaven l'entorn magnètic de la Terra. El 6 abril 1852 va anunciar que el cicle d'11 anys de les taques solars era "absolutament idèntic" als cicles geomagnètics d'11 anys.
L'any següent Sabine va fer una correlació similar amb la Lluna, establint que també tenia influència sobre el camp magnètic terrestre. Va arribar a la conclusió que la Lluna havia de tenir un camp magnètic significatiu propi que causaria aquest efecte. Però es va equivocar, ja que l'efecte és, en realitat, el resultat de les marees gravitacionals a la ionosfera.
Fins a la dècada de 1850 Sabine va continuar supervisant el funcionament dels observatoris magnètics de tot l'Imperi Britànic.

### Últims anys
Al llarg de la seva llarga vida Edward Sabine va rebre nombroses condecoracions per les seves contribucions a la ciència. El 1849 la Royal Society li va concedir una de les seves medalles d'or pel treball sobre el magnetisme terrestre. Sabine va ser president de la Societat des de 1861 fins a la seva renúncia deu anys després. Va ser membre de la Comissió Reial de 1868-69 per a l'estandardització de pesos i mesures. Tant les universitats d'Oxford com Cambridge li van atorgar un doctorat honoris causa. Va ser membre de la Linnean Society, de la Royal Astronomical Society, de la Reial Acadèmia Sueca de Ciències i president de la British Association for the Advancement of Science.
Va ser nomenat cavaller el 1869, convertint-se en cavaller comandant de l'Orde del Bany. Es va retirar de l'exèrcit el 1877, moment en què havia arribat al rang de general.
El 1879 va morir Elizabeth Leeves, l'esposa de Sabine, que l'havia ajudat en tot moment en les seves activitats científiques. La seva traducció dels quatre volums del llibre Kosmos d'Alexander von Humboldt es va publicar entre els anys 1849 i 1858.
Sir Edward Sabine va morir a East Sheen, Surrey, el 26 de juny de 1883, i fou enterrat al panteó familiar de Tewin, Hertfordshire. Tenia 94 anys.

## Reconeixements
Diversos accidents geogràfics a l'Àrtida porten el seu nom, en particular a l'illa Melville, on l'expedició de Parry realitzà la seva primera hivernada entre 1819 i 1820. En el seu honor es van nomenar la península Sabine i el riu Sabine. També hi ha un cap Sabine a la costa oriental de l'illa Ellesmere, a l'estret de Nares, un dels caps que dona inici al tram conegut com a conca Foxe.
Una espècie de pi californiana, Pinus sabineana, porta el seu nom, així com una espècie de gavina, la gavineta cuaforcada (Xema sabini).
Un cràter d'impacte de la Lluna va ser anomenat en el seu honor. El cràter de Sabine es troba al costat del lloc d'aterratge de la primera missió tripulada a la Lluna, la tripulació de l'Apollo 11, el juliol de 1969, a la regió al sud del mar de la Tranquil·litat.

## Obres de Sabine
Els articles científics publicats per Sabine estan llistats al catàleg de la Royal Society de Londres, Catalogue of scientific papers(19v., Londres, 1867-1925; repr. Metuchen, NJ, 1968), V: 351-54, VIII: 805-6; XI: 251. Les seves obres més destacades són:
- An account of experiments to determine the figure of the earth, by means of the pendulum vibrating seconds in different latitudes... Londres, 1825
- On the cosmical features of terrestrial magnetism, being the Reade Lecture, delivered in the Senate House of the University of Cambridge, in May 1862. Londres, 1862
- «Remarks on the account of the late voyage of discovery to Baffin's Bay, published by Captain J. Ross, R.N.» Londres, 1819
- «Terrestrial magnetism», en A manual of scientific enquiry; prepared for the use of her majesty's navy: and adapted for travellers in general. Ed. J. F. W. Herschel. Londres, 1849, 14–53
- Apéndice en el libro de W. E. Parry, Journal of a voyage for the discovery of a north-west passage from the Atlantic to the Pacific; performed in the years 1819–20, in his majesty's ships Hecla and Griper... Londres, 1821
- Suplemento al libro de Parry A supplement to the appendix of Captain Parry's voyage for the discovery of a north-west passage, in the years 1819–20: containing an account of the subjects of natural history.  Londres, 1824

Com a editor:
- Observations on days of unusual magnetic disturbance, made at the British colonial magnetic observatories, under the departments of the Ordnance and Admiralty. 1 vol. Londres, 1843–51
- 10 volums d'observacions magnètiques als observatoris, entre ells tres de Toronto, Observations made at the magnetical and meteorological observatory at Toronto in Canada. 3 vols., Londres, 1845–57

També reuní els números de la revista publicada a bord del HMS Hecla: The North Georgia Gazette, and Winter Chronicle. Londres, 1821; 2ª ed. 1822